# Protopsaltes

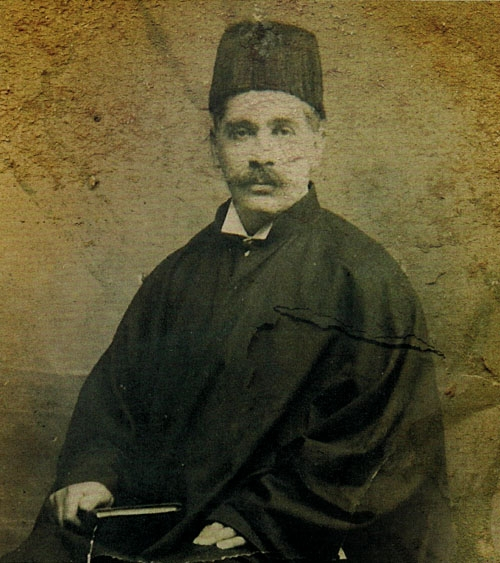
Iákovos Nafpliótis, Arconte Protopsaltes da Grande Igreja de Cristo de 1911 a 1939

O protopsaltes (em grego koiné: Πρωτοψάλτης, transl.: Prо̄topsáltēs; em grego:  Πρωτοψάλτης, transl.: Protopsáltis) é uma ordem menor da Ortodoxia Grega, com a função de conduzir o coro do lado direito de uma igreja.

## Hierarquia
Na Ortodoxia Grega, o protopsaltes é a posição mais alta que um cantor pode adquirir dentro de uma igreja, liderando o coro do lado direito do templo, de onde tradicionalmente se leem as epístolas e onde, havendo divisão de gênero, ficam os fiéis de sexo masculino. Dentro do coro direito, o cantor de maior hierarquia após o protopsaltes é o Primeiro Doméstico, que auxilia diretamente o protopsaltes na execução do canto. Junto ao lampadário, equivale ao cantor ocidental. O ofício de protopsaltes, assim como o de lampadário, é um grau da ordem dos cantores (em grego koiné: ψάλτης, transl.: psáltēs), sendo portanto considerado uma ordem menor, pelo que ambos os ofícios utilizam o camelauco como símbolo de sabedoria e graça.

## Arconte Protopsaltes da Grande Igreja de Cristo
A posição mais prestigiosa em toda a música bizantina é a do protopsaltes da Catedral de São Jorge, que recebe a honraria de arconte e o título de Arconte Protopsaltes da Grande Igreja de Cristo (em grego koiné: Ἄρχων Πρωτοψάλτης τῆς Μ.τ.Χ.Ἐ., transl.: Árchо̄n Prо̄topsáltēs tês M.t.Ch.E.). O papel deste ofício é considerado pivotal para a preservação e transmissão históricas da música bizantina. A escolha do Protopsaltes envolve não apenas ter boa voz e bom conhecimento técnico, mas também contato direto com antigos mestres do canto, em consonância com a forte oralidade da transmissão da música bizantina.
O primeiro detentor conhecido do título, desde a fundação da Catedral, foi Crísafes, o Jovem. O antecessor do título de Arconte Protopsaltes foi o Arconte Primicério, um leigo que conduzia o canto durante o período bizantino, mas hoje este ofício é responsável apenas por segurar as velas durante os ofícios litúrgicos. De forma geral, o Arconte Lampadário da Grande Igreja de Cristo já é escolhido tendo-se em vista que seja o sucessor do Arconte Protopsaltes, e de fato o sucede.